# 里夏德·诺瓦科夫斯基
里夏德·诺瓦科夫斯基（德語：Richard Nowakowski，1955年9月27日—），德国男子拳击运动员。他曾代表东德参加1976年和1980年夏季奥林匹克运动会拳击比赛，获得一枚银牌和一枚铜牌。